# Gul koffertfisk
Gul koffertfisk (Ostracion cubicus) är en koffertfisk tillhörande släktet Ostracion. Den förekommer i Indiska oceanen och i Stilla havet. Unga gula koffertfiskar är gula med svarta punkter och då de blir äldre ändrar de färg till en mer blågrått. Födan består främst av alger. Dessutom äter arten blötdjur, svampdjur, kräftdjur och små fiskar.

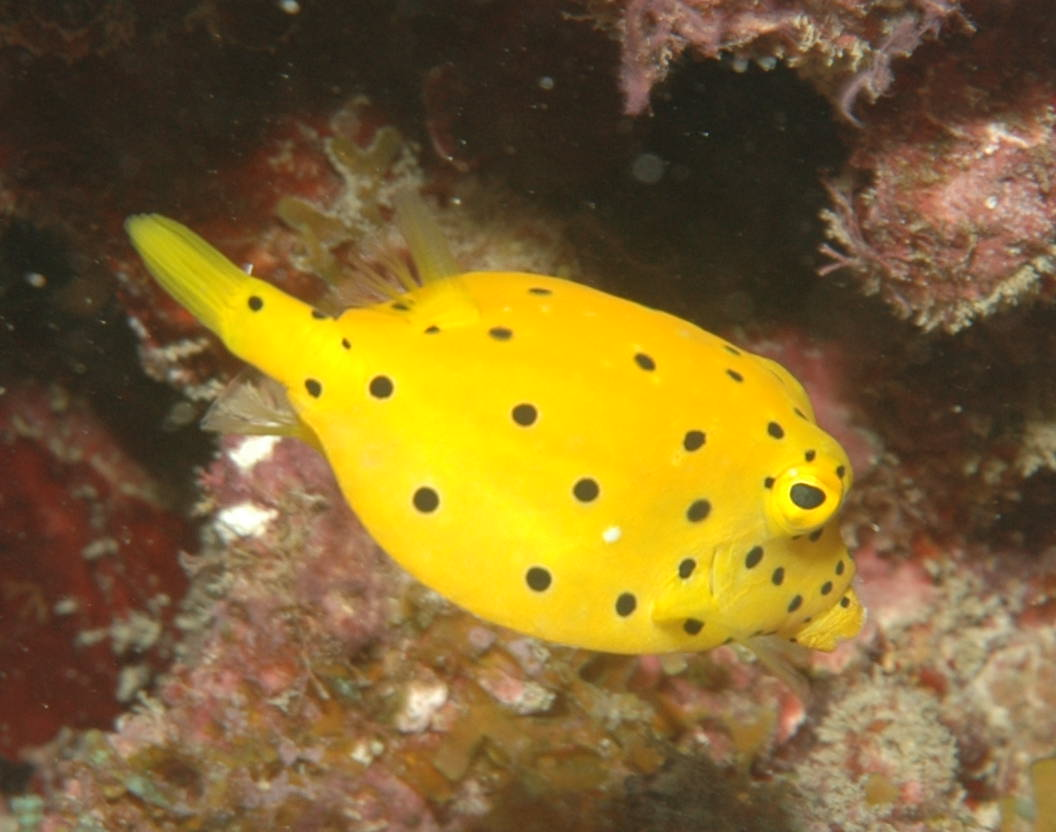
Ungt exemplar av gul koffertfisk

Utbredningsområdet sträcker sig från östra Afrika, Röda havet och Persiska viken till Hawaii, Tuamotuöarna, Ryukyuöarna och Lord Howeön. Arten dyker vanligen till ett djup av 50 meter och ibland når den 280 meters djup. Individerna hittas nära korallrev och klippor. Unga exemplar besöker vanligen koraller av släktet Acropora.
De största exemplaren är 45 cm långa.